# Peste d'Arles (1720-1721)
À Arles, la peste de 1720-1721, venue de Marseille contaminée le 25 mai 1720, fut tardive et particulièrement violente. Cette épidémie correspondant à une résurgence de la deuxième pandémie de peste. La contagion qui emporta plus de 40 % de la population avec environ 10 000 décès pour 23 000 habitants, provoqua, chose unique en Provence, des mouvements populaires réprimés par la troupe. D'après les descriptions réalisées, nous savons que cette épidémie fut principalement d'origine bubonique. Sur le plan démographique, à la suite de ces milliers de morts, la cité dut attendre plus d'un siècle pour retrouver son niveau de population d'avant 1720.

## Contexte et premières mesures

### Une ville déjà frappée par la peste
En 1720, quand éclate l'épidémie de Marseille, la peste, à Arles, n'est pas une inconnue. La cité rhodanienne a déjà été frappée par les grandes pandémies historiques : celle de la fin du VIe siècle ou Peste de Justinien, et celle de 1348 appelée la Peste noire. Moins célèbres, de nombreuses autres contagions, en particulier les épidémies très meurtrières de 1449, 1481 et de 1580 sont restées dans la mémoire des Arlésiens. La dernière crise historique remonte au XVIIe siècle, quand en 1629 la peste tue environ 900 habitants.

### Les premières mesures
Aussi, dès la connaissance de la contagion dans la ville de Marseille en mai 1720, la ville d'Arles prend-t-elle ses précautions.
Un Bureau de Santé de soixante nobles et bourgeois est mis en place pour organiser les mesures indispensables telles l'interdiction du commerce avec les Marseillais et la constitution de réserves alimentaires.

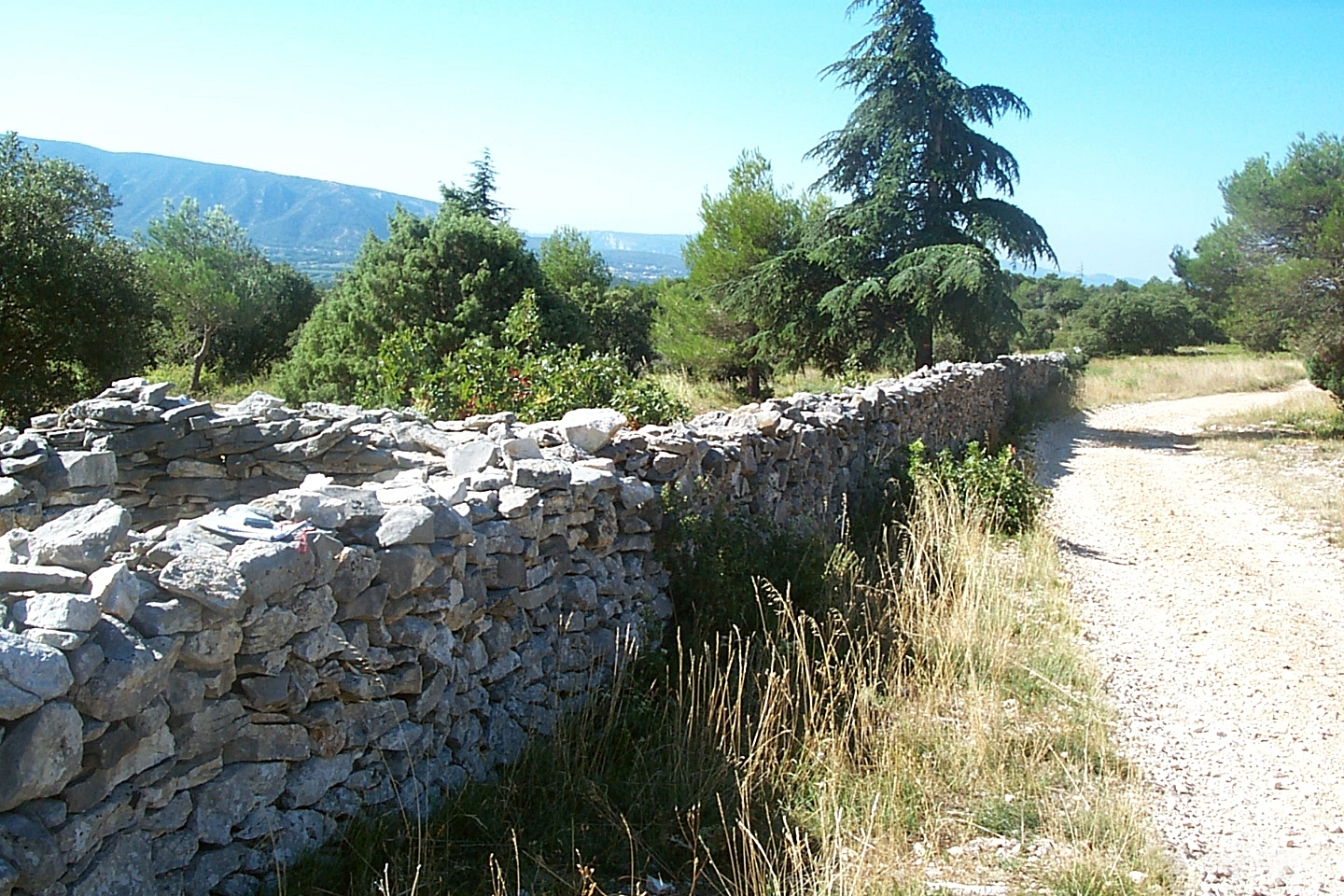
Mur de la peste - Cette construction a été édifiée dans les Monts de Vaucluse afin de protéger le Comtat Venaissin de l'épidémie de peste qui frappa Marseille et une partie de la Provence (1720-1722), lorsque la peste franchit la Durance.

En août 1720, la cité ferme toutes ses portes à l'exception de celles du Marché-Neuf (vers Marseille) et du Pont (vers Trinquetaille, ie Languedoc) gardées jour et nuit. Ces deux portes sont vitales car elles permettent l'accès aux territoires agricoles et pastoraux de la cité : la Crau et la Camargue, deux zones peu peuplées et de ce fait, potentiellement moins dangereuses. Il faut souligner que la porte nord dite de la Cavalerie, en direction de Tarascon et d'Avignon, sources probables de contagion, est condamnée.
Parallèlement et à la même date, l'extrait des registres du parlement de Provence est lu dans les places publiques d'Arles ; afin que « nul ne l'ignore », les nouvelles mesures prises pour lutter contre la peste qui sévit à Marseille et dans toute la Provence sont placardées. L'affiche interdit aux habitants de sortir chasser hors de la ville, de maintenir du fumier dans les maisons ou basses-cours, et de jeter des ordures dans la rue, sous peine de fouet. Les habitants sont aussi tenus de nourrir les malades et d'en prendre soin, sans les amener à l'hôpital Saint-Jacques. Enfin, l'arrêt précise que toutes les marchandises susceptibles de communiquer la peste (« indienes et coutonines ») doivent être brûlées.
À partir de ce même mois, l’embouchure du grand-Rhône est gardée et les Arlésiens interdisent la remontée du fleuve à tout navire qui n'a pas une patente de santé en bonne forme.
La contagion empirant, la Provence est déclarée en quarantaine par arrêté du Conseil d’état du roi en date du 14 septembre 1720. Il est fait défense aux habitants et aux marchandises de franchir le Verdon, la Durance et le Rhône. Les foires sont supprimées. Et en octobre les édiles de la ville d'Arles demandent aux habitants de déclarer toutes personnes étrangères qui sont logées chez eux depuis deux mois.

## Chronologie

### La contagion initiale

La Crau, entre Marseille et Arles.

D'après les historiens, la peste d'Arles commence le 26 novembre 1720 quand Marguerite Poncet, dite Mérone, meurt à la tapie en Crau, petit cabaret à trois lieues de la ville d’Arles. Son corps examiné par le médecin Simon n’aurait montré aucune marque de contagion. Toutefois, ce cabaret avait été fréquenté par un poissonnier, dénommé Simiot, qui venant de Marseille aurait apporté la peste à Tarascon.
Le 17 décembre 1720, la peste entre dans la ville avec le dénommé Claude Robert, dit Poncet Méron et neveu de Marguerite Poncet, venant malade de ce fameux cabaret en Crau, ; il avait résidé dans le Mas de Perne contaminé par un proche d'un trafiquant. À Arles, il loge dans une maison des arènes où il meurt deux jours plus tard. Bien que son décès n'ait pas été identifié initialement comme causé par la peste, son cas demeure suffisamment suspect pour que toute la population résidant dans les arènes (400 à 500 personnes) soit mise en quarantaine par la fermeture de toutes les issues. La ville leur fait distribuer du pain et des vivres pour quarante jours.
Le mal présent dans la cité inquiète tous les Arlésiens et ceux qui le peuvent — peut-être jusqu'à 10 000 — se réfugient en campagne dans leurs résidences ou dans des cabanes de fortune. Certaines professions, en dépit des précautions et directives des consuls, viennent ainsi à manquer comme celle des notaires :
« Il est décidé le 3 janvier que les testaments pourront être reçus par les aumôniers car il ne reste dans la ville plus qu’un seul notaire ».
Pendant ces quarante jours, seules trois ou quatre personnes tombent malades. L'hiver se passe sans alarme supplémentaire et on ne dénombre pas plus de cinq décès, tant à la ville que dans les campagnes, probablement à la suite de la vigilance exercée par le commandant M. de Baumont, frère de M. Arlatan. Le mal semble « sous clef ». Mais en campagne apparaissent quelques cas et dès le 14 mars la Camargue est consignée.

### La reprise de l'épidémie

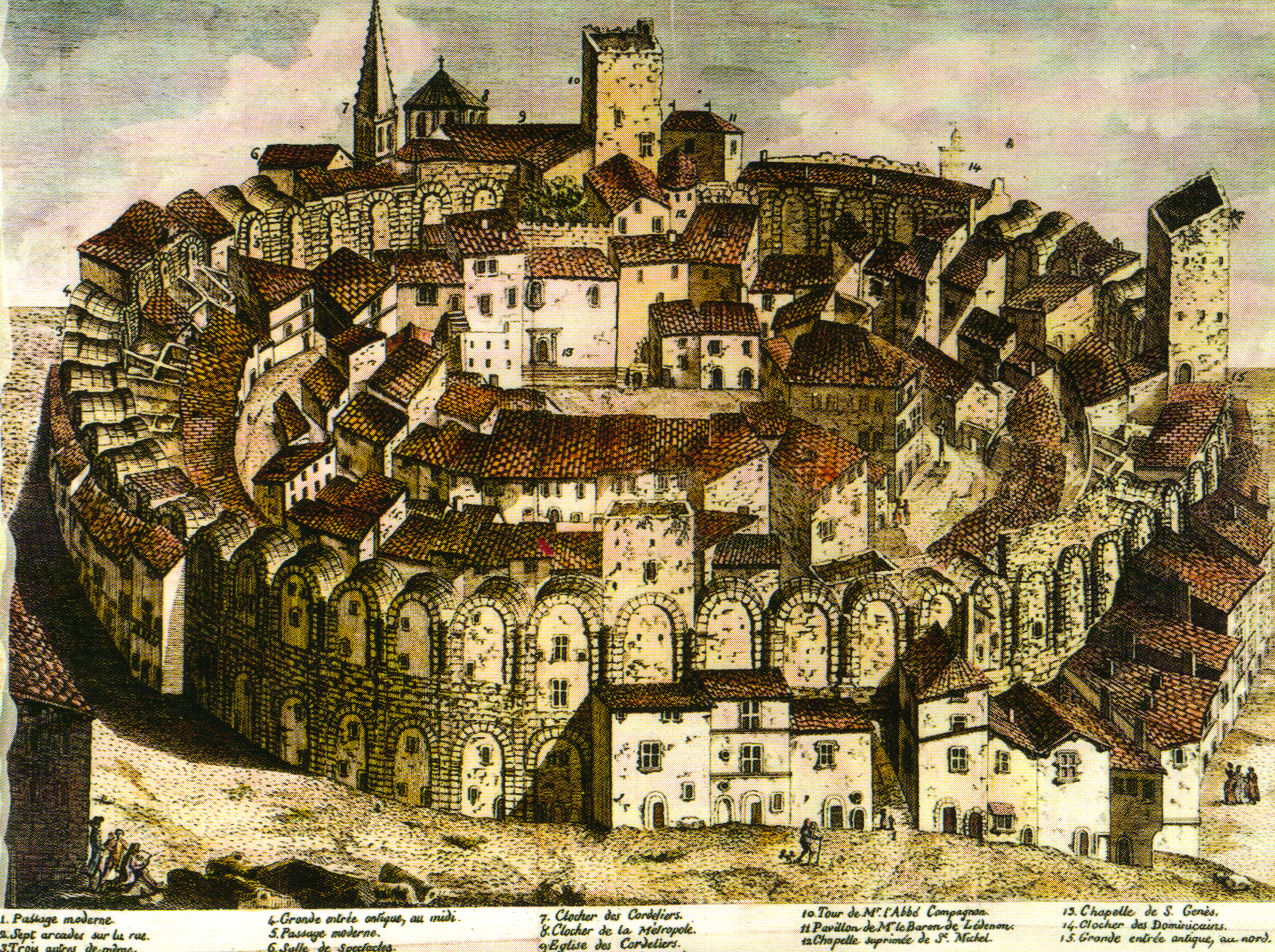
Les arènes loties du XVIIIe siècle

À la fin avril 1721, l'infection se répand soudainement dans les arènes puis rapidement dans tout le quartier de la Major. Les autorités font dresser immédiatement des barrières pour éviter au peuple de ce quartier de venir dans le reste de la ville et séquestrent les mendiants au quartier de Trinquetaille.
Fait exceptionnel dans toute la Provence, une émeute éclate au début juin 1721 quand après le 25 mai les troupes du marquis de Caylus coupent la population de son terroir au moment des moissons. Dès le 3 juin un grenier à blé du quartier de la Cavalerie, les greniers à sel et un magasin de farine sont pillés. Le 4, les barrières sont enfoncées par une mutinerie des habitants, mutinerie rapidement réprimée par une troupe de 1 200 à 1 500 hommes de guerre commandée au nom du roi par le marquis de Caylus (il y a trois fusillés le 9 juin), et le mal gagne la ville tout entière. Les églises sont fermées et les messes célébrées en plein air.
Toutefois, à la suite de ces incidents, le blocus est assoupli et les moissons autorisées.

### Une mortalité effrayante
Dès lors, les quarantaines n'étant plus respectées, l'épidémie devient foudroyante ; des gens barricadés depuis des mois sont contaminés et meurent chez eux. La mortalité atteint des sommets, plus de 100 morts par jour en juin et juillet (soit une mortalité quotidienne de 0,5 % de la population totale). Les responsables de la cité, contrairement à ceux de la plupart des villes provençales, ne fuient pas leurs responsabilités et nombreux meurent en service : en juin 1721, le commandant de la ville Jacques d’Arlatan meurt et est remplacé, sur instruction du roi, par Dominique de Jossaud ; en juillet, c’est au tour du premier consul M. de Fourchon, puis du consul Grossy.
Le 21 juillet une procession expiatoire à saint Roch est organisée.
Parallèlement à ces problèmes sanitaires, la ville doit faire face aux pillages en particulier des corbeaux, c'est-à-dire des hommes qui enlèvent les cadavres et les jettent dans la fosse commune. Des exécutions sont prononcées, comme le 3 juillet ou le 23 août. À la mi-août, des campagnes jusque-là épargnées commencent à être attaquées (Corrège, Mas de Verd, Mas de la Flèche en Crau…).
Le 4 août la municipalité réussit toutefois à faire proclamer une nouvelle quarantaine. Le 15, l'ancien archevêque de la ville, le cardinal de Reims François de Mailly, envoie, à titre de secours, un fonds de 10 500 livres.

### La fin de l'épidémie

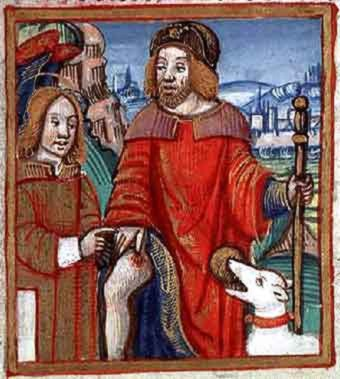
Saint Roch tenant son bourdon et montrant sa plaie.

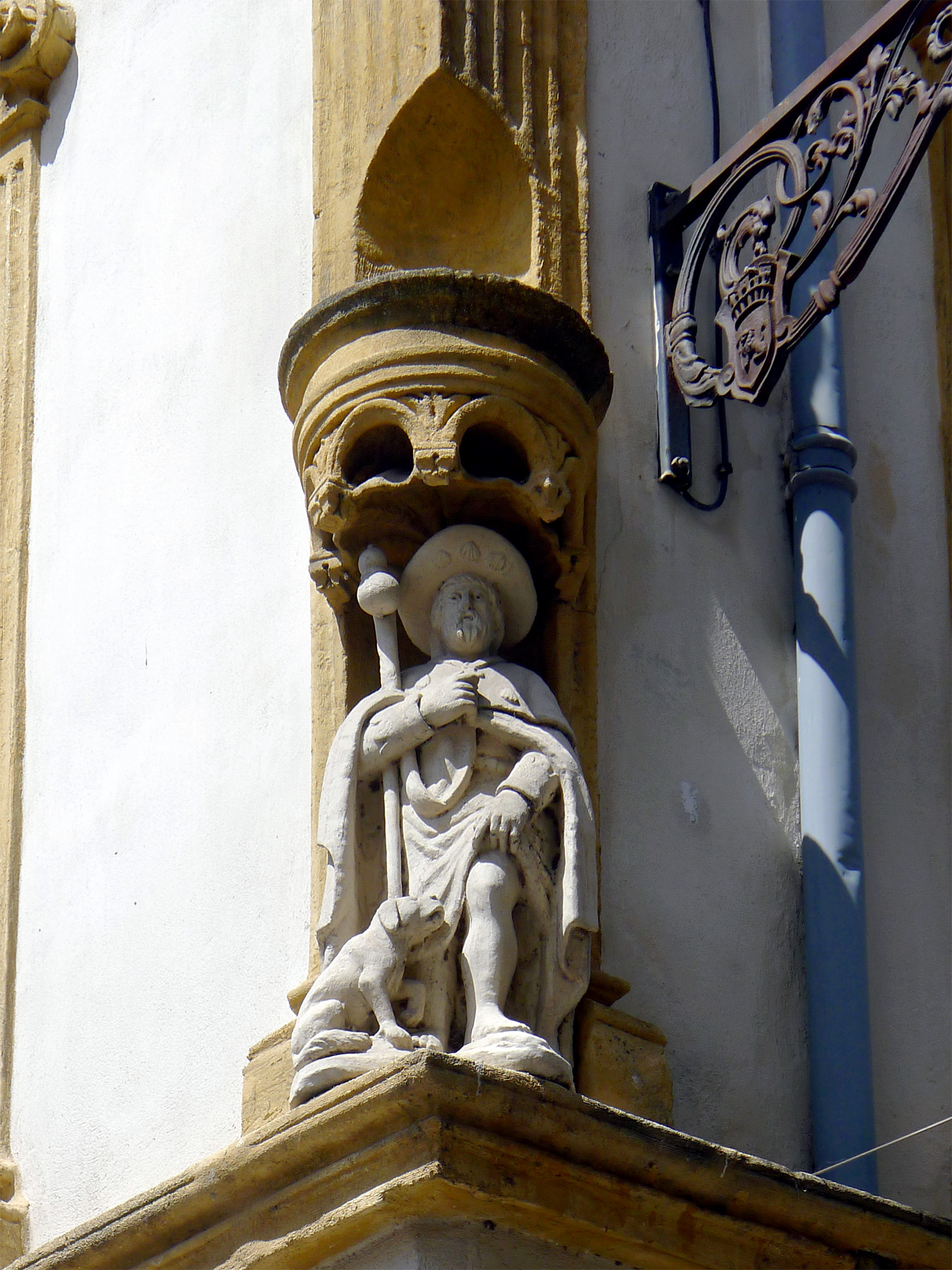
Statue de saint Roch au 14 rue du Quatre-Septembre, à Arles.

En août, l'état sanitaire de la ville commence à s'améliorer. Le 21 septembre avec la mort déclarée suspecte de l'avocat Brun, revenu semble-t-il en ville après être resté dans sa résidence de campagne avec sa mère, Arles enregistre le dernier décès dû à la peste.
À la fin septembre, une procession solennelle d'actions de grâce est rendue aux saints anti-pesteux, sainte Rosalie, saint Roch et saint François-Régis. Persuadé que le fléau n'a cessé que par ces actions religieuses et populaires, l'archevêque d'Arles Jacques de Forbin-Janson proclame une procession annuelle en l'honneur de saint Roch.
Le 25 septembre, la quarantaine est levée et cinq jours plus tard, les survivants commencent les vendanges, d'abord en Crau puis à partir du 10 octobre en Camargue, au Plan du Bourg et au Trébon.
Le 18 décembre est célébrée dans l'allégresse générale la fin de la seconde quarantaine : c'est la constatation officielle de la fin de la contagion. Et le 20 décembre, la peste ayant disparu, les églises rouvrent leurs portes. L'épidémie, entre le premier cas déclaré dans la ville (17 décembre 1720) et la fin officielle de la contagion (18 décembre 1721), a donc pratiquement duré un an jour pour jour.

## Conséquences

### Démographiques
Sur le plan démographique la peste de 1720-1721 est particulièrement meurtrière. D'après Charles-Roux, dans son ouvrage Arles :
« ... dans la ville 8 572 individus avaient péri, et dans la banlieue 1 638 ; parmi eux, 4 consuls, 35 membres du corps municipal, 11 nobles, 7 avocats, 17 bourgeois, 72 prêtres et 35 médecins ou pharmaciens. La population totale d'Arles étant à cette époque de 23 178 habitants, on voit ce qu'une telle année lui avait coûté... ».
Toutefois, Odile Caylux dans un ouvrage plus récent avance différents chiffres dont celui plus modeste de 7 500 victimes pour la ville seule.
Le clergé arlésien est décimé en particulier les Minimes qui ont converti leur monastère en hôpital pour pestiférés. La noblesse et la bourgeoisie paient également un lourd tribut au fléau même si certains de leurs membres se sont réfugiés dans leurs propriétés camarguaises dès les premiers signes de l'épidémie, entraînant de vives tensions notamment aux Saintes-Maries-de-la-Mer.
Dans les années qui suivent, Arles, contrairement à Marseille, va mettre beaucoup de temps pour afficher à nouveau une population comparable à celle d’avant la peste ; la ville doit en effet attendre la fin des années 1840 pour retrouver ses 23 000 habitants.

### Économiques et financières
La ville déjà endettée avant l'épidémie doit faire face au défaut d'encaissement des taxes et à la disparition de nombreux contribuables. De plus, la cité a du mal à trouver de nouveaux prêteurs, et en dépit de dons et de diverses aides ainsi que la négociation dans de bonnes conditions de ses billets avant la faillite de la banque Law, la ville va mettre plus de 20 ans pour rétablir ses finances. Mais cette mortalité n'affecte pas uniquement les finances communales : elle augmente, à la suite de la disparition de nombreux journaliers, le prix de la main-d'œuvre, ce qui obère en particulier les revenus des fermes des grands propriétaires arlésiens. Notons enfin que la peste se déclare à une période où la campagne arlésienne est dévastée par une invasion de sauterelles qui détruisent les récoltes sur pied, aggravant ainsi la détresse de la population.

### Autres
À côté des impacts démographiques, financiers et économiques, cette peste, curieusement, a également des conséquences juridiques. Le déguerpissement des notaires dès le début de la contagion a en effet obligé les aumôniers à recueillir les testaments, testaments rédigés pour la plupart sur papier libre et sans témoin, ce qui entraîne après l’épidémie de nombreuses contestations et procès.
Après les ravages de la peste, Arles connaît un regain extraordinaire de ferveur religieuse, caractérisé par la multiplication des processions. La Vierge et les nombreux saint honorés de la cité continuent à être l'objet d'une dévotion traditionnelle, tandis que se développe le culte du Sacré-Cœur, considéré par l'Église comme antidote au rationalisme des Lumières.

## Quelle peste?
Dès le début de l'épidémie, chaque mort suspecte donne lieu à une inspection pour déterminer si le décès relève ou non de la contagion puis à compter du 5 avril 1721, la ville d'Arles est divisée en cinq quartiers auxquels sont associés cinq médecins : MM. Simon, Arnaud, Laurens, Compagnon et Pomme.
Lors de ces inspections conservées pour la plupart aux archives municipales d'Arles, les médecins notent les principaux symptômes visibles sur les cadavres des personnes décédées. Ils décrivent aussi les patients soupçonnés d'être contaminés pour les transférer si nécessaire dans des hospices ou les mettre en quarantaine. Ainsi on a conservé une source relativement bien documentée de cette maladie.

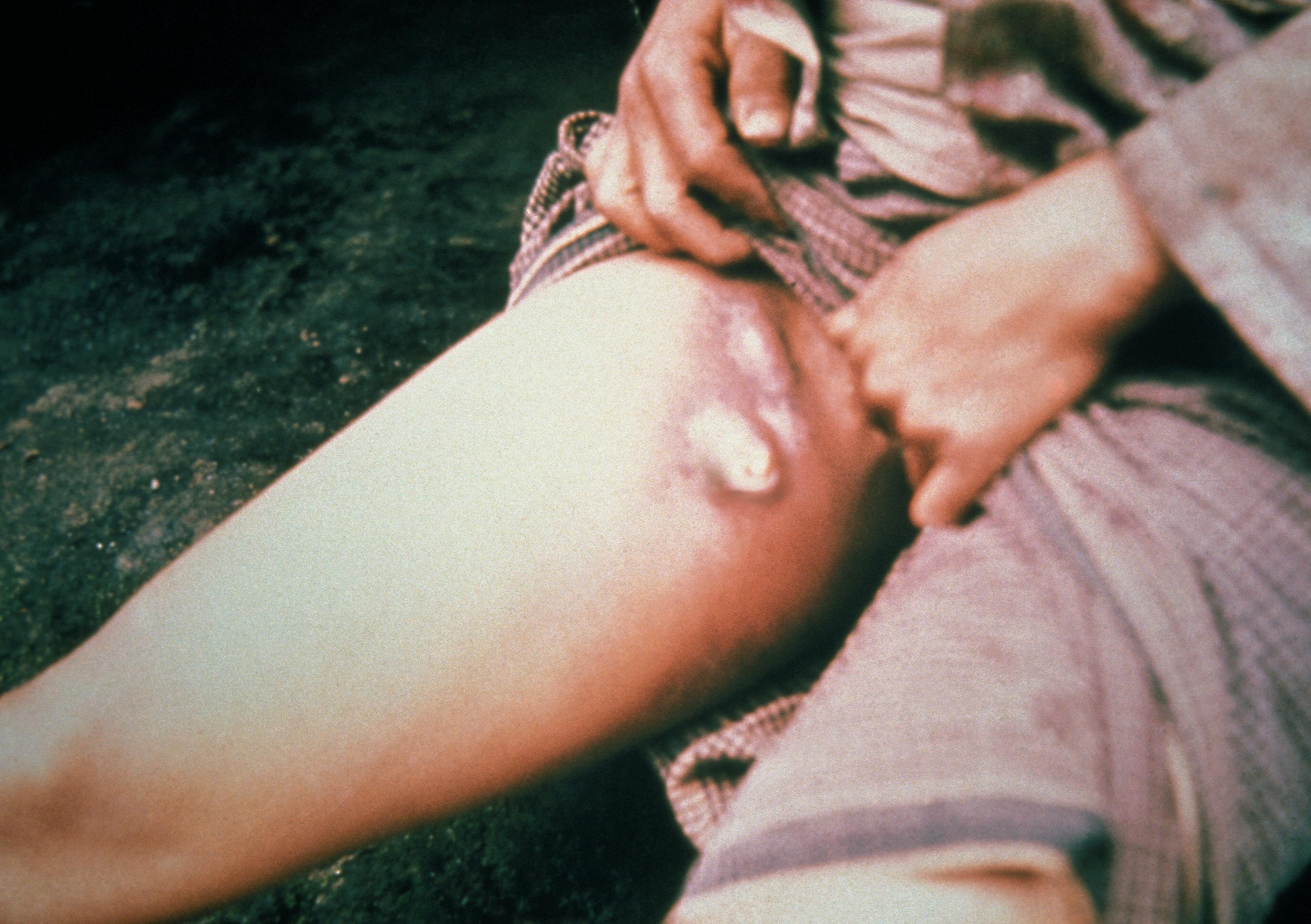
Bubons à l'aine d'une personne atteinte de la peste bubonique

Les éléments les plus fréquemment relevés font référence à des « bubons » aux aisselles, aux aines, derrière les genoux, sur les seins, et leurs différents états (« presqu'ouverts »…) ; viennent ensuite les « charbons », les « taches noires » ou « pourprées » et la « langue noire ». On signale également des « tumeurs » en général au cou ou des « taches livides et flexibles ». Dans certains cas seule apparait la mention « mort suspecte » ou même comme pour Marguerite Poncet, « sans marque de contagion ».
Les médecins signalent parfois les symptômes ayant précédé la mort : «grande douleur à la tête », « visage enflammé », « soif ardente », « grosse fièvre », « fièvre maligne » ou « vomissements ».
La mort est en général rapide, de quelques heures à quelques jours ; exceptionnellement le délai peut aller jusqu'à deux semaines. Toutefois, les médecins rapportent des rémissions spontanées, même après l'apparition de bubons.
La contagion d'Arles de 1720-1721 est donc une peste bubonique avec probablement quelques cas de peste septicémique et pneumonique.

### Sources et bibliographie

#### Auteurs anciens
- Augustin Fabre, Histoire de Provence, 1833, pages 248-251.
- Victorin Laval, Lettres et documents pour servir l’histoire de la peste d’Arles-en-Provence de 1720-1721, André Catelan éditeur, Nîmes, 1878, lire en ligne sur Gallica.
- Émile Fassin, Bulletin archéologique d’Arles, 1891 n° 1-6 (lettres du chanoine Perrinet écrites au cardinal de Mailly, archevêque de Reims et ancien archevêque d'Arles).
- Jules Charles-Roux, Arles, 1914, réédition 1984  (ISBN 2866730313).

#### Travaux récents
- Jean-Maurice Rouquette (dir.), Arles, histoire, territoires et cultures, Actes Sud, 2008  (ISBN 9782742751761).
- Odile Caylux, Arles et la peste de 1720-1721, Publications de l'Université de Provence, collection Le temps de l'histoire, 2009  (ISBN 9782853997164).
- Robert Bouchet et Pauline Fargue, Les cahiers d’Arles n°1, « Chronique d’une année de peste Arles 1720-1721 », Actes sud, Arles, 2009.